# Kring voor Internationale Betrekkingen
De Kring voor Internationale Betrekkingen (afkorting: KIB; Engels: Association for International Affairs) is een interfacultaire studentenvereniging die verbonden is aan de Katholieke Universiteit Leuven. De vereniging werd opgericht in 1945 en spitst zich toe op het bewust maken van studenten met betrekking tot thema's uit de internationale relaties.

## Geschiedenis
Kort na de bevrijding in het voorjaar van 1945 en het einde van de Tweede Wereldoorlog stichtte de Leuvense professor Omer de Raeymaeker de Kring voor Internationale Betrekkingen. Hij kwam met dit idee op het moment dat hij als student besefte dat de problematiek van de buitenlandse politiek weinig interesse opwekte bij de toenmalige intellectuele jeugd.
Aanvankelijk had de Vlaamse ontvoogdingsstrijd een heel grote plaats ingenomen bij het collectieve politieke bewustzijn. Bijgevolg bestond er veel onwetendheid over kwesties die de nationale grenzen overschreden. De naoorlogse periode kende daarentegen de opkomst van nieuwe communicatiemedia die de aanleiding vormden van een toenemend internationaal bewustzijn in de westerse landen. Desondanks bleven de meeste Vlaamse jongeren trouw aan een particularistisch denkpatroon. In dat opzicht besliste de Raeymaeker dat deze toestand doorbroken moest worden met een nieuw initiatief om de studerende jeugd van verschillende faculteiten in aanraking te laten komen met de internationale thematiek. De hoogleraar had hiervoor tevens de steun verzameld van vooraanstaande Belgische politici als Frans Van Cauwelaert en Paul van Zeeland. Zij waren immers aanwezig op de stichtingsvergadering in de salons van het Filosofisch Instituut van de universiteit.

## Doelstellingen
De kring heeft tot doel studenten en andere geïnteresseerden de gelegenheid te bieden om zich te laten informeren over thema's uit de internationale politieke actualiteit. Hiervoor worden voornamelijk discussieavonden, debatten en studiebezoeken georganiseerd. Daarnaast brengt de kring ook een blad uit getiteld Globaal. In die zin legt de vereniging de nadruk op de inhoudelijke meerwaarde van haar activiteiten. Dit om het belang van ontwikkelingen, die grensoverschrijdend van aard zijn, onder de aandacht te brengen bij studenten. De informatie die hierbij overgedragen wordt, alsook de profilering van de kring zelf, gaat daarenboven ook uit van een strikte neutraliteit. Vandaar dat de kring ook regelmatig wordt bijgestaan en ondersteund met academische expertise.
Tevens wordt er niet alleen stilgestaan bij louter politieke actualiteit. De kring erkent namelijk dat het steeds globaler wordende karakter van de samenleving gekenmerkt wordt door interdependenties die weinig maatschappelijke domeinen ongemoeid laten. De betrekking van economische, socioculturele en ecologische onderwerpen werd hier dan ook noodzakelijk.